# James Griffith
Pour les articles homonymes, voir Griffith.

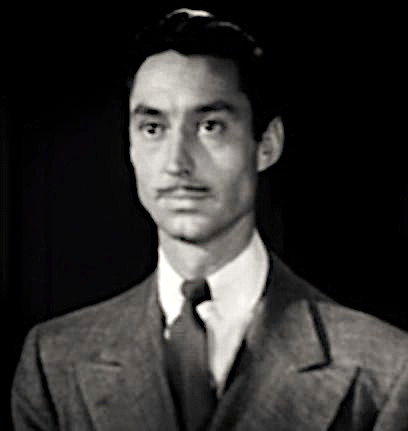
Dans Blonde Ice (1948)

James Griffith est un acteur et scénariste américain, né le 13 février 1916 à Los Angeles (Californie), mort le 17 septembre 1993 à Avila Beach (Californie).

## Biographie
Au cinéma, comme second rôle de caractère (parfois non crédité), James Griffith contribue à quatre-vingt-six films américains (dont des westerns), sortis entre 1948 et 1977.
Citons Quand les tambours s'arrêteront d'Hugo Fregonese (1951, avec Stephen McNally et Coleen Gray), La Loi de la prairie de Robert Wise (1956, avec James Cagney et Don Dubbins), L'Ultime Razzia de Stanley Kubrick (1956, avec Sterling Hayden et Coleen Gray), L'Incroyable Homme invisible d'Edgar G. Ulmer (1960, avec Douglas Kennedy et Ivan Triesault), ou encore Le Bataillon des lâches de George Marshall (1964, avec Glenn Ford et Stella Stevens).
Pour la télévision, de 1950 à 1984, il apparaît dans dix téléfilms et cent-vingt-trois séries, dont La Grande Caravane (huit épisodes, 1957-1964), Batman (trois épisodes, 1966-1967) et La Petite Maison dans la prairie (deux épisodes, 1975-1982).
Oocasionnellement, James Griffith est scénariste, collaborant à trois films dans les années 1960 (dont Shalako d'Edward Dmytryk en 1968, coproduction germano-britannique), ainsi qu'à un épisode (diffusé en 1967) de la série Mission impossible. Enfin, il compose la musique du film Lorna, l'incarnation du désir sorti en 1964 (sans être crédité).

## Filmographie
(comme acteur, sauf mention contraire ou complémentaire)

### Au cinéma
(films américains, sauf mention contraire)
- 1948 : Blonde Ice de Jack Bernhard : Al Herrick
- 1949 : L'Homme de Kansas City (Fighting Man of the Plains) d'Edwin L. Marin : William Quantrell
- 1950 : Trafic en haute mer (The Breaking Point) de Michael Curtiz : Charlie, le barman (non crédité)
- 1950 : La Piste des caribous (The Cariboo Trail) d'Edwin L. Marin : Higgins
- 1950 : Le Roi du tabac (Bright Leaf) de Michael Curtiz : Ellery (non crédité)
- 1951 : L'Ambitieuse (Payment on Demand) de Curtis Bernhardt : Arthur (non crédité)
- 1951 : Quand les tambours s'arrêteront (Apache Drums) d'Hugo Fregonese : Lieutenant Glidden
- 1951 : Les Rebelles du Missouri (The Great Missouri Raid) de Gordon Douglas : Jack Ladd
- 1951 : La Femme au voile bleu (The Blue Veil) de Curtis Bernhardt : L'agent de Joplin (non crédité)
- 1952 : Duel dans la forêt (Red Skies of Montana) de Joseph M. Newman : Boise Peterson
- 1952 : Eight Iron Men d'Edward Dmytryk
- 1953 : No Escape de Charles Bennett : Peter Hayden
- 1953 : Un lion dans les rues (A Lion is in the Streets) de Raoul Walsh : Un employé du maire (non crédité)
- 1953 : Kansas Pacific  de Ray Nazarro
- 1953 : The Kid from Left Field de Harmon Jones : l'homme au kiosque à journaux
- 1954 : Jesse James contre les Dalton (it) (Jesse James vs. the Daltons) de William Castle : Bob Dalton
- 1954 : La Terreur des sans-loi (it) (Masterson of Kansas) de William Castle : Doc Holliday
- 1954 : Seul contre tous (it) (Rails Into Laramie) de Jesse Hibbs : Marshal Orrie Sommers
- 1954 : Terreur à Shanghaï (The Shanghai Story) de Frank Lloyd : Carl Hoyt
- 1954 : Billy the Kid contre la loi (it) (The Law vs. Billy the Kid) de William Castle : Pat Garrett
- 1954 : La police est sur les dents (en) (Dragnet) de Jack Webb : Jesse Quinn
- 1955 : L'Homme du Kentucky (The Kentuckian) de Burt Lancaster : Un joueur sur le bateau (non crédité)
- 1955 : Le Fils de Sinbad (Son of Sinbad) de Ted Tetzlaff : Le guide arabe (non crédité)
- 1955 : La Nuit du chasseur (The Night of the Hunter) de Charles Laughton : Le procureur général (non crédité)
- 1955 : L'Étreinte du destin (Count Three and Pray) de George Sherman
- 1955 : Le Doigt sur la gâchette (At Gunpoint) d'Alfred L. Werker : Bob Alexander (l'étranger)
- 1956 : La Loi de la prairie (Tribute to a Bad Man) de Robert Wise : Barjak
- 1956 : Attaque à l'aube (en) (The First Texan) de Byron Haskin : Davy Crockett
- 1956 : L'Ultime Razzia (The Killing) de Stanley Kubrick : M. Grimes
- 1956 : Quadrille d'amour (Anything Goes) de Robert Lewis : Paul Holiday
- 1957 : Le Fort de la dernière chance (The Guns of Fort Petticoat) de George Marshall : Kipper
- 1957 : L'Arbre de vie (Raintree County) d'Edward Dmytryk : Le compagnon de recherche de M. Gray (non crédité)
- 1958 : La Femme au fouet (Bullwhip) d'Harmon Jones : « Slow » Karp
- 1960 : Spartacus de Stanley Kubrick : Otho (non crédité)
- 1960 : L'Incroyable Homme invisible (The Amazing Transparent Man) d'Edgar G. Ulmer : Major Paul Krenner
- 1960 : Le Grand Sam (North to Alaska) d'Henry Hathaway : Le chef de l'Armée du Salut (non crédité)
- 1961 : Milliardaire pour un jour (Pocketful of Miracles) de Frank Capra : Briscoe (non crédité)
- 1962 : La Conquête de l'Ouest (How the West was won) d'Henry Hathaway, John Ford et George Marshall : Un joueur de poker avec Cleve (non crédité)
- 1964 : Lorna, l'incarnation du désir (Lorna) de Russ Meyer : L'homme de Dieu (+ compositeur et scénariste)
- 1965 : Le Gang sauvage (Motor Psycho) de Russ Meyer (histoire originale)
- 1966 : Gros Coup à Dodge City (A Big Hand for the Little Lady) de Fielder Cook : M. Stribling
- 1968 : Le Jour des Apaches (Day of the Evil Gun) de Jerry Thorpe : Le commerçant
- 1968 : Shalako d'Edward Dmytryk (film germano-britannique ; scénariste)
- 1969 : Au paradis à coups de revolver (Heaven with a Gun) de Lee H. Katzin : Abraham Murdock
- 1969 : Hail, Hero! de David Miller : Le deuxième peintre
- 1974 : Seven Alone d'Earl Bellamy : Billy Shaw
- 1977 : La Folle Cavale (Speedtrap) d'Earl Bellamy : Wino

### Télévision

#### Série télévisée
- 1952-1953 : Les Aventuriers du Far West (Death Valley Days)
  - Saison 1, épisode 2 She Burns Green (1952) de Stuart E. McGowan : rôle non spécifié
  - Saison 2, épisode 3 Solomon in All His Glory (1953) de Stuart E. McGowan : rôle non spécifié
- 1953-1955 : Badge 714 ou Coup de filet (Dragnet)
  - Saison 3, épisode 3 The Big Bull (1953) : rôle non spécifié ; épisode 10 The Big Guilt (1953) : rôle non spécifié ; épisode 17 The Big Little Jesus (1953) de Jack Webb : Claude Stroup
  - Saison 4, épisode 35 The Big Gone (1955) : rôle non spécifié
- 1955-1968 : Gunsmoke ou Police des plaines (Gunsmoke ou Marshal Dillon)
  - Saison 1, épisode 8 Kite's Reward (1955) de Charles Marquis Warren : Joe Kite
  - Saison 3, épisode 16 Twelfth Night (1957) de John Rich : Joth Monger
  - Saison 7, épisode 9 Milly (1961) de Richard Whorf : Harry Tillman
  - Saison 8, épisode 25 Quint's Indian (1963) : Bettis
  - Saison 9, épisode 21 The Bassops (1964) d'Andrew V. McLaglen : Harford
  - Saison 13, épisode 21 The Gunrunners (1968) : Wade Lester
- 1956-1961 : Lassie
  - Saison 2, épisode 36 War Dog (1956) de Lesley Selander : Jim Brown
  - Saison 7, épisode 24 Cracker Jack (1961) : Pa Slocum
- 1957 : Zorro
  - Saison 1, épisode 9 Un procès qui finit bien (A Fair Trial) de Norman Foster : Lancier Romero (non crédité)
- 1957-1962 : Cheyenne
  - Saison 2, épisode 10 Land Beyond the Law (1957) : Joe Epic
  - Saison 5, épisode 10 The Frightened Town (1961) de Leslie Goodwins : Gorrell
  - Saison 7, épisode 7 Dark Decision (1962) de Robert Sparr : Joe ; épisode 13 Showdown at Oxbend (1962) de Richard L. Bare : Milt Krebs
- 1957-1964 : La Grande Caravane (Wagon Train)
  - Saison 1, épisode 2 The Jean LeBec Story (1957) de Sidney Lanfield : Dave Choate
  - Saison 2, épisode 9 The Sakae Ito Story (1958) d'Herschel Daugherty : Blaine
  - Saison 3, épisode 4 The Estaban Zamora Story (1959) de Bretaigne Windust : Luke Stone
  - Saison 4, épisode 30 The Duke Shannon Story (1961) de Virgil W. Vogel : Sterkel
  - Saison 7, épisode 1 The Molly Kincaid Story (1963) de Virgil W. Vogel : Earl ; épisode 18 The Geneva Balfour Story (1964) : Lew Pumfret ; épisode 25 The Duncan McIvor Story (1964) d'Herschel Daugherty : Garrett
  - Saison 8, épisode 9 The Nancy Styles Story (1964) de Joseph Pevney : Phineas
- 1957-1966 : Perry Mason, première série
  - Saison 1, épisode 12 The Case of the Negligent Nymph (1957) de Christian Nyby : Arthur Dorian
  - Saison 5, épisode 9 The Case of the Posthumous Painter (1961) de Bernard L. Kowalski : Walter Hutchings
  - Saison 8, épisode 21 The Case of the Fatal Fetish (1965) : Jack Randall
  - Saison 9, épisode 27 The Case of the Misguided Model (1966) de Jerry Hopper : Jake Stearns
- 1959 : Maverick
  - Saison 2, épisode 19 Duel at Sundown d'Arthur Lubin : John Wesley Hardin
- 1959-1962 : Laramie
  - Saison 2, épisode 20 Riders of the Night (1959) de Lesley Selander : Gabe
  - Saison 4, épisode 8 Double Eagles (1962) de Joseph Kane : Charlie Frost
- 1960-1963 : Rawhide
  - Saison 2, épisode 15 L'Argent du Seigneur (Incident of the Devil and His Due, 1960) d'Harmon Jones : Maury
  - Saison 3, épisode 22 C'est arrivé au pays de nulle part (Incident in the Middle of Nowhere, 1961) de R. G. Springsteen : Tyree
  - Saison 5, épisode 5 Les Quatre Cavaliers (Incident of the Four Horsemen, 1962) : White
  - Saison 6, épisode 9 La Prophétie (Incident of the Prophecy, 1963) : Gurney
- 1960-1967 : Bonanza
  - Saison 2, épisode 13 Silent Thunder (1960) de Robert Altman : Le prêcheur
  - Saison 3, épisode 5 The Burma Rarity (1961) de William Witney : Sam Pearson
  - Saison 9, épisode 4 Judgment at Olympus (1967) de John Rich : Shérif Gibbs
- 1961 : L'Ouest aux deux visages (Two Faces West)
  - Saison unique, épisode 18 The Return : Les Hardy
- 1961 : Échec et mat (Checkmate)
  - Saison 1, épisode 24 One for the Book de John English : Harley « Steamer » Russell
- 1962-1964 : Le Jeune Docteur Kildare (Dr Kildare)
  - Saison 2, épisode 2 The Burning Sky (1962) de Lamont Johnson : Sims
  - Saison 3, épisode 20 To Walk in Grace (1964) d'Ida Lupino : M. Hutchinson
- 1963 : Les Incorruptibles (The Untouchables)
  - Saison 4, épisode 28 L'Homme de main (The Torpedo) d'Ida Lupino : Monk Lyselle
- 1964-1965 : Le Fugitif (The Fugitive)
  - Saison 1, épisode 28 The Homecoming (1964) de Jerry Hopper : Seth
  - Saison 2, épisode 21 Corner of Hell (1965) de Robert Butler : Le répartiteur
- 1964-1967 : Daniel Boone
  - Saison 1, épisode 6 Lac Duquesne (1964) : Feathers
  - Saison 2, épisode 2 The Tortoise and the Hare (1965) de George Sherman : Coll
  - Saison 3, épisode 7 The Matchmaker (1966) de Robert Douglas et épisode 24 The Necklace (1967) d'Earl Bellamy : Coll
- 1965 : Laredo
  - Saison 1, épisode 13 Pride of the Rangers : Deke Pryor
- 1966 : La Grande Vallée (The Big Valley)
  - Saison 1, épisode 18 A Time to Kill : Clyde
- 1966 : Des agents très spéciaux (The Man from U.N.C.L.E.)
  - Saison 3, épisode 16 Le danger vient du ciel (The Take Me to Your Leader Affair) de George Waggner : Dr Trebush
- 1966-1967 : Batman
  - Saison 2, épisode 9 Une gentille petite famille (The Greatest Mother of Them All, 1966) d'Oscar Rudolph : Trusty
  - Saison 2, épisode 10 Une redoutable mère de famille (Ma Parker, 1966) d'Oscar Rudolph : Trusty
  - Saison 3, épisode 14 Catwoman's Dressed to Kill (1967) : Manx
- 1967 : Mission impossible (Mission : Impossible), première série
  - Saison 2, épisode 13 L'Astrologue (The Astrologer) de Lee H. Katzin (scénariste)
- 1967 : Le Cheval de fer (The Iron Horse)
  - Saison 1, épisode 17 Welcome to the General : Howley
  - Saison 2, épisode 12 T is for Treator : Pharaon
- 1968-1969 : Le Virginien (The Virginian)
  - Saison 6, épisode 19 The Gentle Tamers : Kyle Spanner
  - Saison 7, épisode 18 The Price of Love : Sam
- 1969 : La Nouvelle Équipe (The Most Squad)
  - Saison 2, épisode 9 The Death of Wild Bill Hannacheck d'Earl Bellamy : Bubba Johnson
- 1972 : Kung Fu
  - Saison 1, épisode 3 L'Ange noir (Dark Angel) : Joe Purdy
- 1974 : Dossiers brûlants (Kolchak : The Night Stalker)
  - Saison unique, épisode 8 Retour aux sources (Bad Medicine) : Schwartz
- 1974-1976 : Les Rues de San Francisco (The Streets of San Francisco)
  - Saison 3, épisode 7 Le Fils de Jacob (Jacob's Boy, 1974) : Hoby Shuttleworth
  - Saison 4, épisode 22 En pays étranger (Alien Country, 1976) de Virgil W. Vogel : T. J.
  - Saison 5, épisode 44 La Livraison (The Drop, 1976) : Roscoe Springer
- 1975 : L'Homme qui valait trois milliards (The Six Million Dollar Man)
  - Saison 2, épisode 16 Taneha d'Earl Bellamy : Will Long
- 1975 : Section 4 (S.W.A.T.)
  - Saison 1, épisode 10 Omega One d'Earl Bellamy : Sergent Reardon'
- 1975 : Kojak, première série
  - Saison 3, épisode 15 Joyeux Noël (How Cruel the Frost, How Bright the Stars) : M. Swift
- 1975 : La Côte sauvage (Barbary Coast)
  - Saison unique, épisode 11 The Day Cable Was Hanged : Eikel
- 1975-1982 : La Petite Maison dans la prairie (Little House on the Prairie)
  - Saison 1, épisode 23 À la découverte du monde (To See the World, 1975) de Michael Landon : Dandy Davis
  - Saison 8, épisode 20 Les Larmes (A Faraway Cry) de Maury Dexter : Bob, le prêcheur
- 1976 : Sur la piste des Cheyennes (The Quest)
  - Saison unique, épisode 3 Les Chasseurs de buffles (The Buffalo Hunters) d'Earl Bellamy : Donkin
- 1978 : L'Île fantastique (Fantasy Island)
  - Saison 1, épisode 10 Baseball / Salem (Superstar / Salem) d'Earl Bellamy : Hezekiah Pugh
- 1981 : Pour l'amour du risque (Hart to Hart)
  - Saison 2, épisode 12 Le Taureau par les cornes (Murder in the Saddle) d'Earl Bellamy : Le prospecteur
- 1982 : Dallas, feuilleton
  - Saison 5, épisode 26 Adieu Monsieur Barnes (Goodbye, Cliff Barnes) : rôle non spécifié

#### Téléfilm
- 1970 :Dial Hot Line (en) de Jerry Thorpe : Sam
- 1974 : Hitch-Hike de Gordon Hessler : shérif Bentley
- 1975 : Babe de Buzz Kulik : le porte-parole de l'hôpital
- 1976 : Law of the Land de Virgil W. Vogel : le fonctionnaire
- 1976 : Déluge sur la ville (Flood !) d'Earl Bellamy : Charlie Davis
- 1978 : Desperate Women d'Earl Bellamy : Jonas Scurlock